# Yine
El yine o 'piro és una llengua arawak del subgrup piro parlada al Perú. El grup també comprèn les llengües iñapari (†) i apurinã. Se'n parlen diverses varietats, la principal és la yine. Els machineris que viuen al Brasil (Acre) i s'ha informat que també a Bolívia parlen el que podria ser un dialecte del yine (Aikhenvald, Kaufman). Un vocabulari amb l'etiqueta  Canamaré  és "tan propera al piro [Yine] que es pot considerar com piro", però ha estat causa de confusió amb el kanamarí que no té relació.

## Noms
Aquesta llengua també és nomenada Contaquiro, Pira, Piro, Pirro, Simiranch, o Simirinche. S'ha informat que "Cushichineri" és una llengua, però en realitat és un nom de família que s'utilitza amb els blancs (Matteson 1965). El nom "Mashco" de vegades s'ha aplicat incorrectament al Yine. (Vegeu Mashco Piro.)

## Varietats
Varietats extingides de Piro (Yine)::244
- Chontaquiro (Simirinche, Upatarinavo): riu Ucayali
- Manchineri (Manatinavo): riu Purus
- Kushichineri (Kuxiti-neri, Kujigeneri, Cusitinavo): alt riu Purus al Perú (el 1886, parlada al riu Curumahá o riu Curanja, i probablement també al riu Cujar)
- Kuniba (Kunibo): riu Juruá
- Katukina: Juruá River. Documentada per Natterer (1833). No s'ha de confondra amb el Katukina amb la que no té relació.
- Canamare (Canamirim, Canamary): riu Iaco, un tributari del riu Purus. Documentat per Spix (1819). No s'ha de confondre amb el Kanamarí amb la que no té relació.
- Mashco-Piro: riu Madre de Dios

## Demografia
Cap el 2000 bàsicament tots els 4.000 ètnics parlen l'idioma. Viuen al departament d'Ucayali i al departament de Cusco, prop del riu Ucayali i prop del riu Madre de Dios, a la regió de Madre de Dios. al Perú. L’alfabetització és comparativament alta. S'ha publicat un diccionari en l'idioma i l'idioma s'ensenya al costat de castellà en algunes escoles yine. També hi ha mil parlants de Machinere.

## Fonologia

### Vocals
|               | Anterior | Central | Posterior |
| ------------- | -------- | ------- | --------- |
| Tancada       | i iː     |         | ɯ ɯː      |
| Mitjana       | e eː     |         | o oː      |
| Vocal tancada |          | a aː    |           |

- Les vocals són nasalitzades després d'/h̃/.

### Consonants
|            | Labial | Alveolar | Postalveolar | Palatal | Velar | Glotal |
| ---------- | ------ | -------- | ------------ | ------- | ----- | ------ |
| Oclusiva   | p      | t        |              |         | k     |        |
| Africada   |        | t͡s       | t͡ʃ           | c͡ç      |       |        |
| Fricativa  |        | s        | ʃ            | ç       |       | h̃      |
| Nasal      | m      | n        |              |         |       |        |
| Bategant   |        | ɾ        |              |         |       |        |
| Aproximant | w      | l        |              | j       |       |        |

- /w/ s’escolta com a aproximant bilabial [β̞] quan es troba davant d’una vocal tancada.
- /n/ se sent com [ŋ] abans de /k/.
- /ɾ/ es pot identificar [r] quan es troba en posició inicial de paraula.[4]

## Sintaxi
Piro té una sintaxu activa–estativa.